# Calodexia venteris
Calodexia venteris là một loài ruồi trong họ Tachinidae.